# عبد الرحمن الشبيلي
عبد الرحمن الشبيلي (1363- 1440 هـ / 1944- 2019 م) باحث ومؤرِّخ وإعلامي وأديب سعودي. يُعَدُّ من روَّاد الإعلام في السعودية، وأول سعودي يحصل على شهادة دكتوراه في الإعلام. أسهم في تأسيس إذاعة الرياض وتلفزيون الرياض. وأعدَّ وقدَّم الكثير من البرامج التلفزية، ونشر العديد من المقالات والكتب. حصل على الدكتوراه في الإعلام من جامعة أوهايو سنة 1971. عمل عضوًا في مجلس الشورى في السعودية مدة 12 سنة لثلاث دورات متتالية، وعضوًا في المجلس الأعلى للإعلام. ونال وسام الملك عبد العزيز من الدرجة الأولى.

## ولادته وتحصيله
ولد أبو طلال، عبد الرحمن بن صالح الشُّبَيلي في عنيزة من القصيم، سنة 1363هـ/ 1944م، لأسرة ترجع إلى فخذ العناقر من بني تميم، (وهي فرع من أسرة الشبل النجدية). حصل عبد الرحمن على شهادتين جامعيتين؛ شهادة الإجازة (ليسانس) في اللغة العربية من كلية اللغة العربية بالرياض عام 1383هـ/ 1963م، وشهادة الإجازة (بكالوريوس) في الآداب من قسم الجغرافيا في جامعة الملك سعود عام 1385هـ/ 1965م.
ثم ابتُعث إلى الولايات المتحدة الأمريكية، فحصل على شهادة (ماجستير) في الإعلام من جامعة كانساس عام 1389هـ/ 1969م، ثم على شهادة (دكتوراه) في الإعلام من جامعة ولاية أوهايو عام 1391هـ/ 1971م. ليكون بذلك أولَ سعودي يحصل على دكتوراه في الإعلام. 

## عمله ووظائفه
عمل الشبيلي أستاذًا في كلية الإعلام بجامعة الملك سعود، ومارس العمل الإعلامي في الإذاعة والتلفزة. وشغل منصب المدير العام للتلفزيون في السعودية من 1971 إلى 1977، ثم عُيِّن وكيلًا لوِزارة التعليم العالي، وأمينًا عامًّا للمجلس الأعلى للجامعات من 1983 إلى 1994.
وتولى رئاسة مجلس إدارة مؤسسة الجزيرة للصِّحافة من عام 1996 إلى 2000م، واختير عضوًا في مجلس الشورى ثلاث دورات متتالية من عام 1414هـ/ 1994م حتى عام 1426هـ/ 2005م، وعضوًا في المجلس الأعلى للإعلام، ورئيسًا للمجلس الاستشاري للمجموعة السعودية للأبحاث والإعلام التي تصدُر عنها صحيفة الشرق الأوسط. 
يجيد الدكتور الشبيلي اللغتين الإنجليزية، والفرنسية. وهو من نُدَماء وتلاميذ الشيخ حمد الجاسر، ومن الذين بادروا مبكرًا إلى إقامة مركز ثقافي يحمل اسم الجاسر، وإقامة مركز الشيخ عبد الله بن خميس، والشيخ محمد بن ناصر العبودي.

## برامجه التلفازية
- أعدَّ وقدَّم برنامج (شريط الذكريات) وهو أسبوعي يوثق تاريخ المملكة العربية السعودية، واستضاف في الحلقة الأولى التي بثت في عام 1396هـ/ 1976م الأمير مساعد بن عبد الرحمن بن فيصل آل سعود، واستضاف فيه عددًا كبيرًا من رجال السياسة والثقافة والأدب، من أبرزهم: الأمير سعود بن هذلول آل سعود الملقَّب بمؤرِّخ آل سعود، والأمير فهد بن محمد بن عبد الرحمن، وحمد الجاسر، وتركي العطيشان، وطاهر زمخشري، وعبد الله بن خميس.[6]
- أعدَّ وقدَّم برنامج (مؤتمر صحفي) وهو أسبوعي عُرض عام 1392هـ/ 1972م واستضاف فيه عددًا من الوزراء والمسؤولين من أبرزهم: الملك سلمان بن عبد العزيز آل سعود (حين كان أميرًا لمنقطة الرياض)، والملك فهد بن عبد العزيز آل سعود، والأمير نايف بن عبد العزيز آل سعود، وعبد الرحمن أبا الخيل وزير العمل والشؤون الاجتماعية، وعبد العزيز الخويطر.[7]

## مؤلفاته وآثاره
1. نحو إعلام أفضل.
2. إعلام وأعلام.
3. صالح العبد الله الشبيلي - حياته وشعره.
4. الإعلام في المملكة العربية السعودية - دراسة توثيقية.
5. محمد بن جبير.
6. صفحات وثائقية من تاريخ الإعلام في المملكة العربية السعودية.
7. حمد الجاسر.
8. الملك عبد العزيز والإعلام.
9. مساعد بن عبد الرحمن.
10. الأمير مساعد بن عبد الرحمن آل سعود: في حوارات تلفزيونية توثيقية وقرارات في سيرته وشخصيته.[8]
11. أعلام بلا إعلام.
12. خالد بن عبد الرحمن السديري.
13. الشيخ عبد الله بن خميس: في حوار تلفزيوني توثيقي.[6]
14. عُنَيزة وأهلها تراث حمد الجاسر.
15. إبراهيم العنقري: قراءة تحليلية في سيرته. أصل الكتاب محاضرة قدَّمها في نادي مكة الثقافي الأدبي في مارس 2009.[9]
16. محمد الحمد الشبيلي.
17. محمد أسد هبة الإسلام لأوربا.
18. سوائحُ وأقلامٌ في السياسة والثقافة والإعلام.
19. الملك فيصل بن عبد العزيز أميرًا وملكًا.[10]
20. عباس فائق غزاوي: موهبة الفِطرة الإعلامية والصدفة، صدر عن نادي مكة المكرمة الثقافي 2010.[11]
21. التأثير الثقافي المتبادَل بين حضرموت وبلاد الحرمين الشريفين. وأصله محاضرة ألقاها في محافظة حضرموت في اليمن، وفي الرياض بالسعودية بمناسبة إعلان مدينة تريم عاصمةً للثقافة الإسلامية 2010.[12]
22. عبد الله عمر بلخير: مفكِّر اكتوى بالإعلام. محاضرة صدرت مطبوعة عام 2012.
23. ركائز التنمية السياسية في فكر الملك عبد العزيز، وأصله محاضرة.[13]
24. قصَّة التلفزيون في المملكة العربية السعودية، صدر عام 2014.[14]
25. حديث الشرايين. روى فيه رحلة ابنه طلال مع المرض منذ البداية حتى وافاه الأجل المحتوم.[15]
26. تأسيس المملكة العربية السعودية بأقلام 60 مؤرِّخًا، وأصله محاضرة مطبوعة صدرت عام 2016.[16]

### سيرته الذاتية
نشر الشبيلي سيرته الذاتية عام 2018 تحت عنوان (مَشَيناها: حكايات ذات) بعد رحلة طويلة مع الإعلام المسموع والمرئي والمقروء، أثمرت عن 55 كتابًا ومحاضرةً مطبوعة في تاريخ الإعلام وسِيَر الأعلام في السعودية.
وكتبت الدكتورة دلال الحربي عن سيرة الشبيلي: «يقدم الكتاب أنموذجًا مميزًا في كتابة السيرة الذاتية. ومن المؤكد أن المؤلف استفاد من تجربته العميقة في كتابة سيرة الأعلام التي كانت عبارة عن مقابلات تلفزيونية، سجلها مع أشخاص لهم دور وإسهام، ثم حوَّلها إلى مادة مكتوبة. وأيضًا كتابته عن شخصيات أخرى مؤثرة في تاريخنا المحلي وحياتنا المعاصرة».

## محاضراته
ألقى عشرات المحاضرات التاريخية والثقافية والأدبية، منها:
- (التجرِبة الشورية في المملكة العربية السعودية بين الإطار والتطوير) ألقاها في مؤسسة عبد الرحمن السديري الخيرية بالجوف، عام 2007.[19]
- (المملكة ونظرية القوَّة الناعمة) ألقاها في مهرجان الجنادرية 26، عام 2011.[20]
- (جريدة الدستور البَصْرية والشؤون السعودية والكويتية فيها) ألقاها في مكتبة البابطين بالكويت وخميسية الجاسر في الرياض عام 2013،[21] وذكر الشبيلي فيها أن جريدة الدستور البصرية هي أول صحيفة نشرت حديثًا صَحَفيًّا لمؤسِّس المملكة العربية السعودية الملك عبد العزيز، عام 1331هـ/ 1913م، وأن مؤسس جريدة «الدستور» عبد الله الزهير أجرى اللقاء الصَّحَفي مع الملك عبد العزيز في القَطِيف.[22]

## أسرته

### الإخوة والأخوات
إخوانه محمد (متوفَّى)، وعبد الله، وسليمان. وأخواته مُوضِي، ومنيرة، ولولوة، وحَصَّة (متوفَّيات).

### الأولاد
تزوَّج عبد الرحمن الشبيلي زكية بنت عبد الله أبا الخيل شقيقة الشيخ عبد الرحمن بن عبد الله أبا الخيل وزير العمل والشؤون الاجتماعية سابقًا. وله ثلاثة من الأولاد:
- طلال (متوفَّى)، تزوَّج بنجلاء بنت عامر الشهيل، وأولادهما: عبد الرحمن، ونورة، وشادن، وشهلاء.[24][25]
- رشا، تزوَّجها رائد بن عبد الرحمن البراهيم، ولهما من الأولاد: فيصل، ونايفة، وصيتة.[2]
- شادن، زوجة الأمير الوليد بن بدر بن سعود بن عبد العزيز آل سعود، ولهما ابن هو الأمير بدر بن الوليد.[26]

## تكريمه وجوائزه
- حصل على جائزة الأمير سلمان التقديرية لبحوث الجزيرة العربية، عام 2014.[27]
- حصل على وسام الملك عبد العزيز من الدرجة الأولى في مهرجان الجنادرية 31، عام 2017.[28]
- حصل على جائزة الملك سلمان لخدمة التاريخ الشفوي وتوثيقه، وبحوث الجزيرة العربية، عام 2003.[29]

## قالوا عنه
- أثنى الباحث أحمد بن عبد المحسن العساف على جهود الشبيلي قائلًا: «حمل الدكتور الشبيلي على عاتقه مسؤولية التعريف بكثير من أعلامنا الذين لم يأخذوا ما يستحقونه في الإعلام؛ حتى غدا مرجعًا دقيقًا لأعلامنا وإعلامنا وتجرِبة الشورى وغيرها، وفي بعضها يكاد صنيعُه أن ينفرد على الساحة.. وامتاز الشبيلي بالرزانة، والهدوء، والعَلاقات، والانكباب على الشأن الثقافي، والوفاء لجيل مضى، وهو قريب من الحكومة ولصيق بالناس، ولا يستطيع أحد أن ينسبه لفكرة أو توجُّه، وكان مؤازرًا لدينه ووطنه ولغته وتاريخه وتراثه وثقافة بلاده وحضارة أمته.. ولم يكن محصورًا في عنيزة الجميلة فقط؛ بل شَمِلَت جهودُه أنحاء المملكة قاطبة. أفصح عن انتمائه بالعمل الناضج النافع، وانصرف عن المهاترات وقبحها وكِيرها، ولم يلوِّث قلمه أو لسانه بقول فَطِير أو رأي غَرِير.. حتى على صُعُده الشخصية والعملية يبدو لي أنه خرج من جميع الخلافات بسلام وتراض، وهذه من دلائل التصالح مع الذات، ومعرفة أهدافها ومبادئها، وأن الحياة مهما طالت فهي منقضية».[30]
- ووصفه المؤرِّخ الأردُنِّي أحمد العلاونة بقوله: «كان عبد الرحمن الشبيلي ذا شخصية جاذبة، متواضعًا، أنيقًا في مَلبَسه وكتابته وكلامه».

## وفاته
تعرَّض عبد الرحمن الشبيلي لحادث سقوط شرفة منزله في باريس به، يوم الأحد 25 من ذي القَعْدة 1440هـ، ونُقل إلى الرياض بطائرة إخلاء طبي، وتوفي بمستشفى الملك فيصل التخصصي، يوم الثلاثاء 27 من ذي القَعْدة 1440هـ الموافق 30 يوليو 2019م. وصُلِّيَ عليه عقب صلاة عصر الأربعاء 28 من ذي القَعْدة 1440هـ، في جامع الجوهرة البابطين بطريق الملك فهد بالرياض، ودُفن بمقبرة الشمال.

## وصلات خارجية
- موقع عبد الرحمن الشبيلي الرسمي.
- عبد الرحمن الشبيلي.. إعلامي حتى النخاع. جريدة القبس الكويتية.
- مقالات عبد الرحمن الشبيلي. جريدة الشرق الأوسط.